# Добрић (Ђаковица)
Добрић (алб. Dobrixhë) је насељено место у општини Ђаковица, на Косову и Метохији. Према попису становништва из 2011. у насељу је живело 176 становника.

## Становништво
Према попису из 2011. године, Добрић има следећи етнички састав становништва:
| Националност | 2011.        |
| Албанци      | 176 (100,0%) |
| Укупно       | 176          |

| Демографија | Демографија | Демографија |
| Година      | Становника  | Становника  |
| ----------- | ----------- | ----------- |
| 1948.       | 216         |             |
| 1953.       | 229         |             |
| 1961.       | 228         |             |
| 1971.       | 262         |             |
| 1981.       | 309         |             |
| 1991.       | 317         |             |
| 2011.       | 176         |             |